# Comtat de Lea
El Comtat de Lea és un comtat dels Estats Units d'Amèrica localitzat en l'estat de Nou Mèxic. Segons el cens de 2010 la seva població era 64.727 habitants. A causa de les vendes d'arrendament de l'oli a setembre de 2018 s'espera que la població es dobli.
La seu del comtat és Lovington.
Segons l'Agència de Cens dels EUA, el comtat té una àrea total de 4.394 milles quadrades (11,380 km²), del qual 4.391 milles quadrades (11,370 km²) són terra i 3,3 milles quadrades (8.5 km²) (0.07%) són aigua. El Comtat de Lea es troba al sud-est de Nou Mèxic fa frontera amb Texas al sud i a l'est.